# عمتین (روستا)
 عمتین  به عربی ( العَمتین )، روستایی است در دهستان واقی از توابع استان استان صَنعاء در کشور یمن در شبه جزیره عربستان.

## جمعیت
جمعیت آن ( ۹۵) نفر (۱۱ خانوار) می‌باشد.